# Lutz Sikorski

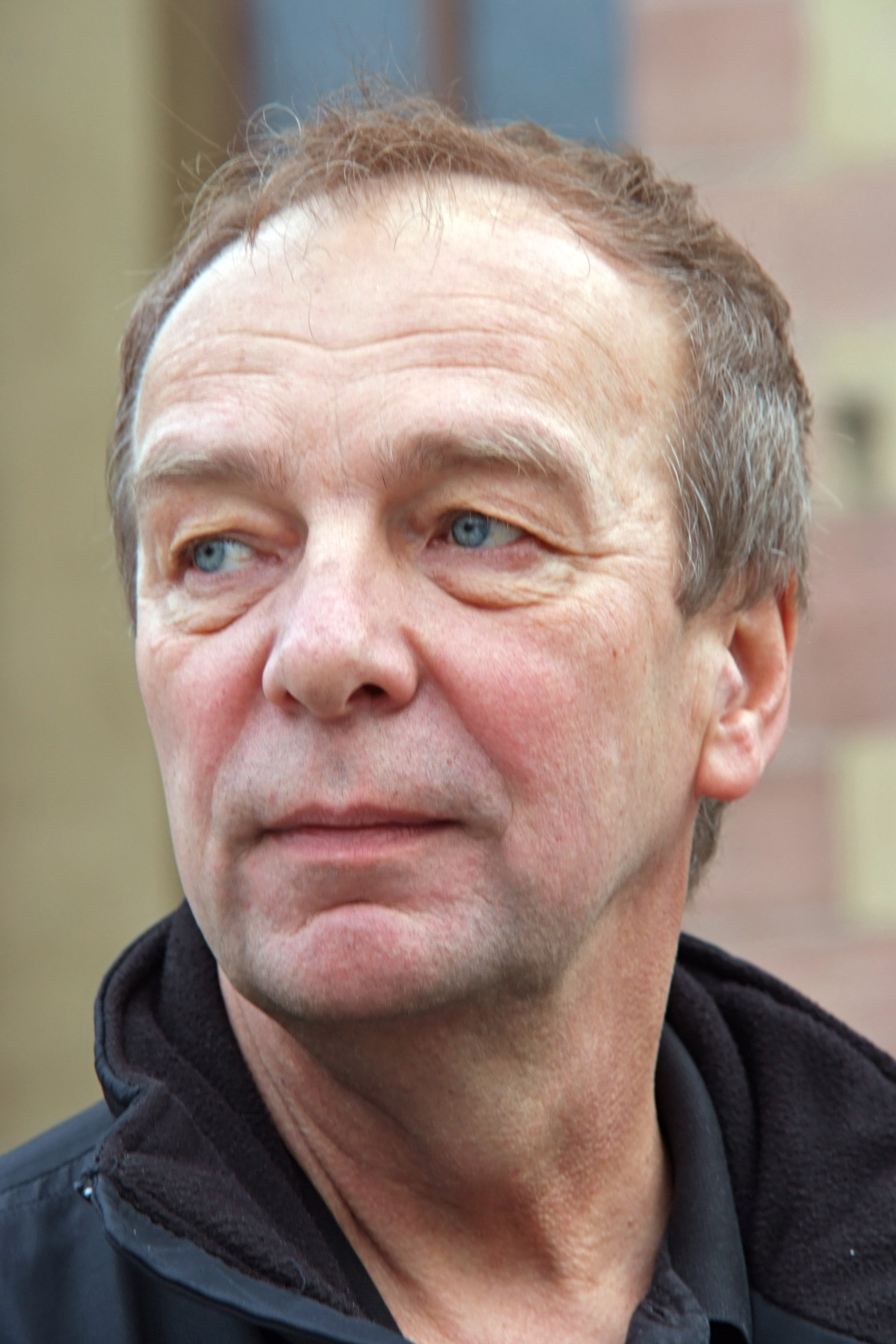
Lutz Sikorski (Februar 2009)

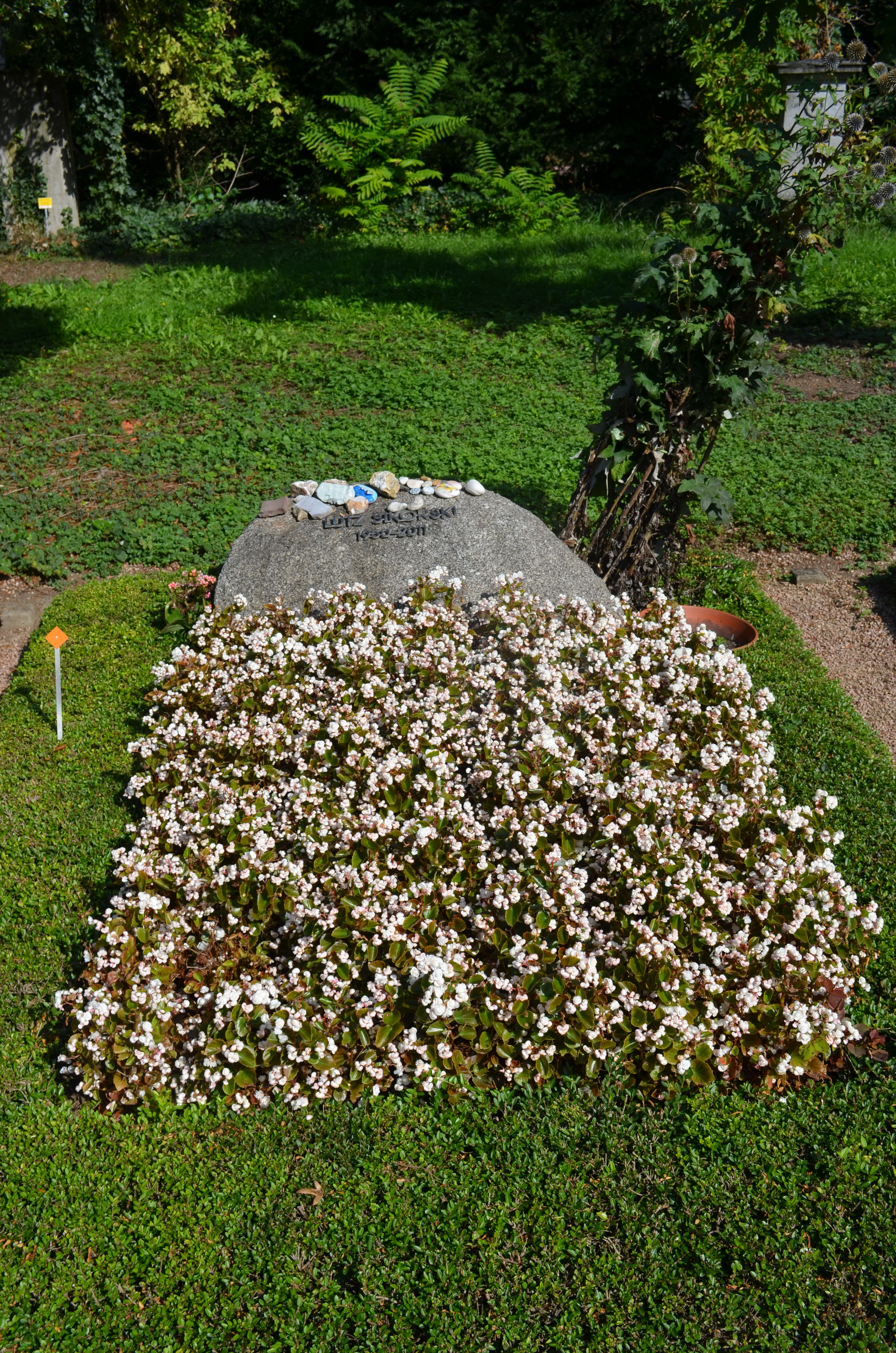
Grab von Lutz Sikorski

Lutz Sikorski (* 2. Januar 1950 in Nürnberg; † 5. Januar 2011 in Frankfurt am Main) war ein deutscher Politiker von Bündnis 90/Die Grünen und von Juli 2006 bis zu seinem Tod Verkehrsdezernent von Frankfurt am Main.

## Ausbildung und Beruf
Sikorski wurde in Nürnberg geboren, wo sich die Familie nach der Flucht aus Ostpreußen nach dem Zweiten Weltkrieg zunächst niedergelassen hatte. Seine Kindheit und Jugend verbrachte er dann in Frankfurt am Main und besuchte dort die Helmholtzschule. Nach dem Abitur leistete er 1970 Wehrdienst in der Bundeswehr, die er nach zwei Jahren als Reserveoffizier verließ. Als Reservist erreichte er den Dienstgrad Hauptmann. Von 1973 bis 1980 studierte er Rechtswissenschaften an der Universität Frankfurt am Main. Danach war er in der Privatwirtschaft tätig. Ein Jahr lang vertrat er einen schwäbischen Hersteller von Druckereimaschinenzubehör in Jordanien und dem Libanon. Ab 1987 war er Einkaufsleiter bei einem Chemieunternehmen im Rhein-Main-Gebiet.

## Politik
Wenige Monate nach seinem Eintritt bei den Grünen zog Sikorski 1985 in die Stadtverordnetenversammlung ein und wurde dort 1989 Vorsitzender des Verkehrsausschusses. Am 23. September 1993 sollte er Umweltdezernent in der rot-grünen Koalition unter Oberbürgermeister Andreas von Schoeler werden. Er erhielt jedoch bei der Wahl im Stadtparlament nicht genügend Stimmen, weil sich, so Schoeler, „vier Schweine in den eigenen Reihen“ verweigerten. Kämmerer Tom Koenigs musste die Funktion des Umweltdezernenten mitübernehmen. Sikorski wurde darauf Fraktionsgeschäftsführer und übernahm Anfang 1996 auch den Fraktionsvorsitz seiner Partei in der Stadtverordnetenversammlung. Ab 13. Juli 2006 leitete er das Verkehrsdezernat in der schwarz-grünen Koalition unter Petra Roth.
Sikorski war Aufsichtsratsvorsitzender der Lokalen Nahverkehrsgesellschaft Frankfurt am Main traffiQ, die für Planung und Bestellung des ÖPNV in Frankfurt zuständig ist. Des Weiteren war er Aufsichtsratsvorsitzender der Frankfurter Entsorgungs- und Service GmbH sowie der Planungsgesellschaft der Regionaltangente West. Sikorski war ferner Aufsichtsratsmitglied der Fraport AG sowie der Messe Frankfurt GmbH.
Zu seinem Zuständigkeitsbereich als Verkehrsdezernent gehörte auch der kommunale Betreiber des ÖPNV, die Stadtwerke Verkehrsgesellschaft Frankfurt am Main (VGF) und ihre Tochtergesellschaften. Weiter war Sikorski zuständig für die Nahverkehrsinfrastrukturgesellschaft Frankfurt am Main, für die Angelegenheiten des Rhein-Main-Verkehrsverbundes, bei dem die Stadt Frankfurt Gesellschafter ist.
Sikorski starb in der Nacht zum 5. Januar 2011 nach längerer Krankheit. Er liegt auf dem Frankfurter Hauptfriedhof begraben.